# Pedro Giralt y Alemany
Pedro Giralt y Alemany (Villanueva y Geltrú, c. 1851-La Habana, 1924) fue un escritor y periodista español, con actividad en la isla de Cuba.

## Biografía
Nacido en 1851 o 1856 en la localidad barcelonesa de Villanueva y Geltrú, emigró a la isla de Cuba, donde estuvo empleado algunos años en el cuerpo de Ingenieros civiles. Fundó los periódicos El Progreso (Cárdenas), La Atlántida y L'Almogaver (La Habana), además de colaborar en varias publicaciones. Fue autor de las novelas Guadalupe y Margaride, La señorita Delfina y Berenguer de Montalt. Cultivó también la poesía y publicó en su juventud el tomo titulado Hojas caídas. En refutación de una obra de Céspedes, escribió y publicó el libro El amor y la prostitución. Falleció en 1924 en La Habana, a finales de marzo.